# Stanisław Malczewski (1668–1735)
Stanisław Malczewski (ur. 1668  – zm. 1735), syn Adama (zm. w 1683), dziadek Ignacego;  polski wojskowy, pułkownik wojsk koronnych. Od 1724 pułkownik Jego Królewskiej Mości.